# 我曾有夢 -I DREAMED A DREAM-
《我曾有夢 -I DREAMED A DREAM-》（夢やぶれて -I DREAMED A DREAM-）為日本女歌手華原朋美的第27張單曲，為音樂劇《悲慘世界》中之歌曲〈我曾有夢〉日語翻唱的首張實體化單曲。

## 說明
- 距前作《跟道別再見》長達7年、2012年12月睽違5年重啟演藝活動以來的復出首張作品。
- 公信榜初登場第13名，為自2004年的《只要有你》以來，睽違8年半再度進入前20名。告示牌日本榜單曲週間榜單亦榮登前10名，取得第6名的紀錄。

## 收錄歌曲
1. 我曾有夢 -I DREAMED A DREAM-（夢やぶれて -I DREAMED A DREAM-）
  - 日文譯詞：岩谷時子。作曲：克勞德-米歇爾·勳伯格
2. I'm proud -2013 Orchestra Ver.-
  - 作詞・作曲：小室哲哉
3. 我曾有夢 -I DREAMED A DREAM- (Piano Ver.)
4. 我曾有夢 -I DREAMED A DREAM- (Instrumental)
5. I'm proud -2013 Orchestra Ver.- (Instrumental)